# Цзе
Цзе (кит. 羯, среднекитайское произношение — [ki̯at]) — древнее кочевое племя, основавшее царство Поздняя Чжао (319—351).

## Этноним
Цзе, или Цзеши — название местности, где проживало одно из сюннуских кочевий. По местности китайцы стали называть это кочевье цзескими хусцами (сюннусцами).

## Происхождение
Согласно китайским хроникам, цзесцы относились к сюнну. Цзесцы составляли одно из сюннуских кочевий и выделились из кочевья цянцзюй. Этноним цянцзюй связан с именем Цянцзюя, шаньюя южных сюнну. В отношении сюнну существуют монгольская, тюркская, енисейская и другие версии происхождения. Однако доподлинно неизвестно, «происходили ли цзесцы из хуннов или были народом, жившим среди хуннов». В «Цзинь шу» их, как правило, называют хусцами, и только в редких случаях они выступают под именем цзесцев. При этом под хусцами в источниках обычно имеются в виду сюнну.
Н. Я. Бичурин не склонен отделять цзе от хуннов. Предводителя цзе Ши Лэ он описывает как полководца родом из хуннов. Отделение Хоу Чжао от Хань Чжао он трактует как разделение северного Китая «на два государства, оба под владением южных хуннов». Приход буддизма на территорию Хоу Чжао Н. Я. Бичурин трактует как часть «Истории Монгольского народа».
С. Г. Кляшторный происхождение цзе связывал с юэчжи. По мнению Л. Н. Гумилёва, племя цзе (цзелу) образовалось из хуннских рабов, освободившихся при распаде хуннского общества. Как полагают, термин цзелу (цзылу) восходит к слову цзы, означающему «раб». Согласно В. С. Таскину, термины цзы и цзылу применялись к хэнаньцам, а не к цзесцам. Согласно «Нань Ци шу», в составе хэнаньцев наиболее многочисленной была группа сюнну. В то же время «История Южных династий» (Нань ши) относит правителей хэнаньцев к сяньбийцам.
Язык цзе известен только по одному двустишию, которое, согласно китайской династийной истории «Цзинь шу», произнес мудрец Фотучэн, обративший предводителя цзе Ши Лэ в буддизм. Двустишие содержит прорицание, описывающее поход армии Ши Лэ против Лю Яо в 328 г. н. э., и записывается китайскими иероглифами так: 秀支 替戾剛 僕谷 劬禿當.
| Текст  | Среднекитайское произношение | Перевод                  |
| ------ | ---------------------------- | ------------------------ |
| 秀支   | [si̯u-ci̯e]                    | 軍 'армия'               |
| 替戾剛 | [tʰei-let/lei-kɑŋ]           | 出 'выйти'               |
| 僕谷   | [bok/buk-kuk/yok]            | 劉曜胡位 '(титул Лю Яо)' |
| 劬禿當 | [ɡi̯u̯o-tʰuk-tɑŋ]              | 捉 'взять в плен'        |

Различными исследователями были предложены тюркские интерпретации этой фразы, которые А. В. Вовин оценивает как неудовлетворительные. Согласно Вовину, гораздо убедительнее выглядит предположение, что цзе говорили на южном енисейском языке, близком к пумпокольскому. В пользу этой версии говорит как сходство реконструированного самоназвания цзе — *kjet — с самоназваниями кетов и коттов, так и наличие гидронимии «пумпокольского» типа (с формантом -tat/-tet) в Монголии и на севере Китая. Реконструкция двустишия Фотучэна по Вовину с глоссированием:
| suke                                                | t-i-r-ek-ang         | bok-kok | k-o-t-o-kt-ang           |
| войско                                              | PV-CM-PERF-выйти-3pp | Боккок  | PV-?-OBJ-CM-схватить-3pp |
| «Войска вышли, [и] возьмут в плен Боккока (Лю Яо)». |                      |         |                          |

## История

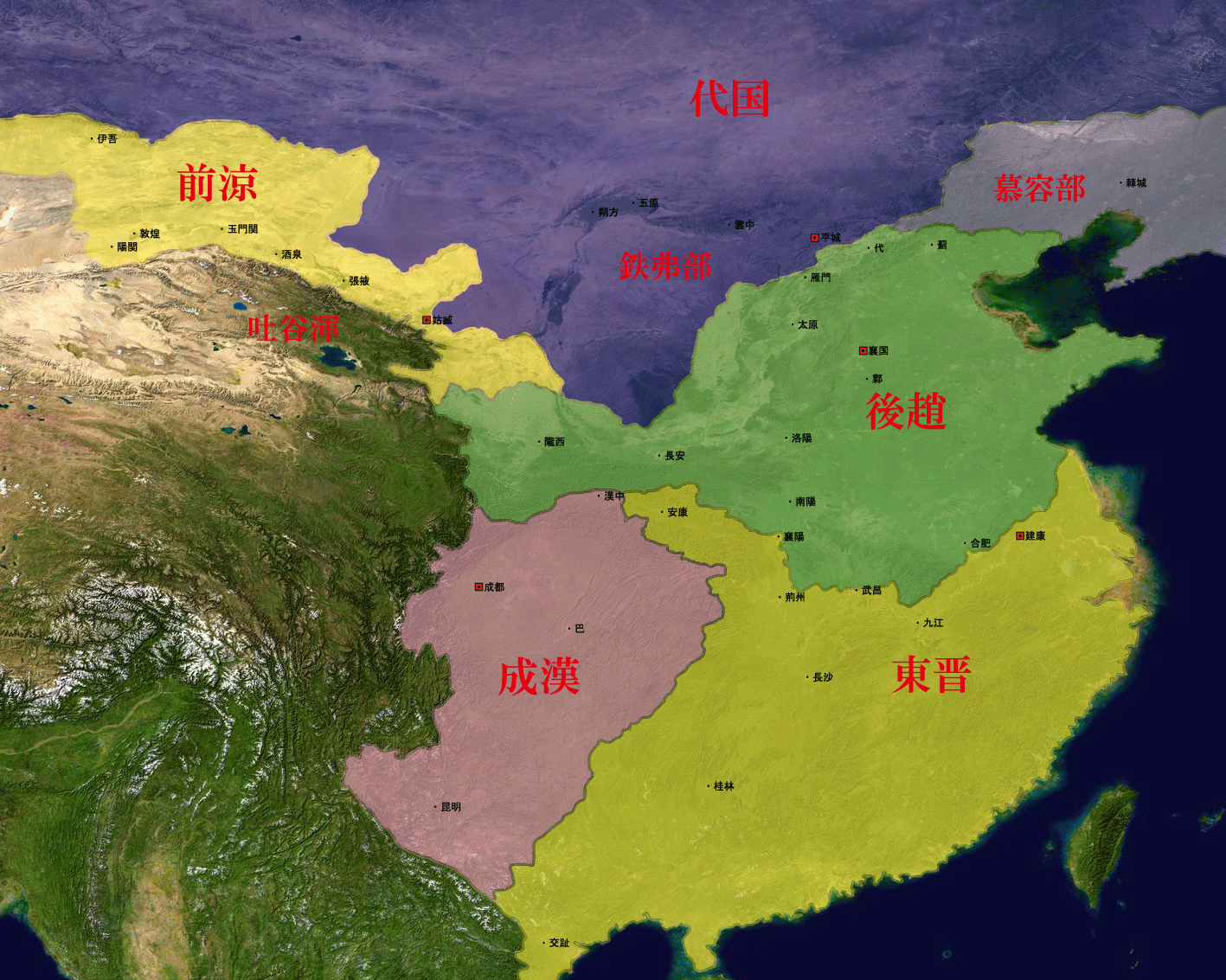
Царство Поздняя Чжао обозначено зелёным цветом и иероглифами 後趙

Цзесцы появляются на исторической арене Китая в период Шестнадцати государств пяти северных племён, продолжавшийся 135 лет — с 304 по 439 годы. В это время вся северная часть Китая оказалась во власти пяти кочевых племен: сюнну, цзе, сяньби, ди и цян, которые поочередно захватывали китайские земли, создавая на них собственные государственные образования, число которых, по традиционным подсчётам, составляло шестнадцать.
Цзесцы основали Позднюю Чжао. Первым правителем царства был Ши Лэ, по прозвищу Шилун, первоначально носивший имя Бэй, уроженец местности Цзе, в уезде Усян, в округе Шандан. Его предки вели происхождение от отдельного сюннуского кочевья цянцзюй. Ши Лэ был сподвижником Лю Юаньхая, правителя Северной Хань. После смерти Лю Цуна, сына Лю Юаньхая, при дворе династии Хань начались распри, государство раскололось на две части, одну из которых возглавил Ши Лэ, уничтоживший в 329 году династию Хань, известную под названием династии Ранняя Чжао.
После смерти Ши Лэ на престол взошёл его сын Ши Ху. С самого начала правления Ши Ху хотел уступить престол Ши Цзилуну. Однако несмотря на это, он всё же был заточен Ши Цзилуном во дворец Чунсюньгун и затем казнён. Превосходя заслугами всех современников, Ши Цзилун сам говорил, что после вступления Ши Лэ на императорский престол он непременно станет великим шаньюем.
Ши Цзилун вёл широкое строительство дворцовых помещений, что привело к росту поборов с населения. В дальнейшем поборы и трудовые повинности привели к ропоту недовольства, а затем и к восстаниям. Лян Ду, уроженец уезда Динъян, используя общее недовольство, поднял бунт. На помощь к Ши Цзилуну пришёл Яо Ичжун, вождь цянов, казнивший Лян Ду.
Вскоре Ши Цзилун заболел и скончался. Между принцами началась борьба за престол. Первым после смерти Ши Цзилуна на престол взошёл Ши Ши. Позже принц Ши Цзунь поднял армию и сверг Ши Ши. Ши Цзунь был убит Ши Минем, после чего трон перешёл к Ши Цзяню. Ши Минь в дальнейшем низложил Ши Цзяня и казнил его. Минь дал государству название Великое Вэй и принял прежнюю фамилию Жань. Последний правитель Поздней Чжао Ши Чжи был убит Лю Сюнем. Голова Ши Чжи по приказу Жань Миня была сожжена. После падения Поздней Чжао Жань Минь приказал поголовно истребить всех цзе, которых было легко отличить по европеоидным чертам во внешности (высокие носы и густые бороды). Согласно некоторым источникам, в ходе этих событий могло быть убито было 200 000 человек. Царство Жань Миня в 352 году было завоевано Ранней Янь, а сам он был казнён Мужун Цзюнем.